# هاينز إنسو فينكل
هاينز إنسو فينكل (بالإنجليزية: Heinz Insu Fenkl)‏ (مواليد 1960) هو كاتب ومحرر ومترجم وفلكلوري أمريكي. وهو أيضًا خبير في القصص المصورة والأدب الكوري الشمالي.

## روابط خارجية
- الصفحة الرئيسية الرسمية
- مقابلة مجلة New Yorker حول كتابة "Five Arrows"
- بودكاست The Korea Society على ترجمة The Nine Cloud Dream